# Crenosomatinae
Die Crenosomatinae sind eine Unterfamilie der Fadenwürmer, die in den Luftwegen verschiedener Säugetiere (Raubtiere, Insektenfresser) parasitieren. Die Kutikula bildet Querfalten, manchmal ein Bläschen am Vorderende. Die Bursa copulatrix der Männchen besitzt eine kräftige dorsale Rippe, die sich am Ende teilt oder eine Papille trägt. Die Vulva der Weibchen liegt etwa in der Körpermitte. Die Querfalten waren namensgebend (lat. crenatus ‚gekerbt‘ und griech. soma ‚Körper‘).

## Lebenszyklus
Die Weibchen sind ovovivipar. Sie legen dünnschalige Eier, welche die Larve 1 enthalten. Diese steigen die Luftröhre auf, werden abgeschluckt und gelangen üder den Darm mit dem Kot in die Außenwelt. Hier dringen sie durch den Fuß in Schnecken ein, die obligater Zwischenwirt sind, bei Otostrongylus in Fische. In der Schnecke bzw. im Fisch entwickeln sie sich innerhalb von etwa drei Wochen zur Larve 3. Diese wird durch Fressen der Schnecke aufgenommen und gelangt vom Darm über Lymphknoten in den Leberkreislauf, wo sie sich erneut häuten, und schließlich über die Blutbahn in die Lunge des Endwirts. Die Präpatenz beträgt etwa drei Wochen. Bei Vertretern der Gattung Troglostrongylus ist eine Übertragung über die Muttermilch auf Katzenwelpen möglich.

## Gattungen
In der Unterfamilie gibt es nur eine Tribus Crenosomatini mit der Untertribus Crenosomatinii. Darin sind 28 Arten in sechs Gattungen enthalten:
- Crenosoma Molin, 1861
- Molinofilaria Vuylsteke, 1956
- Otostrongylus de Bruyn, 1933
- Paracrenosoma Yun & Kontramavichus, 1963
- Prestwoodia Anderson, 1978
- Troglostrongylus Vevers, 1923